# Алт Кренцлин
Алт Кренцлин (њем. Alt Krenzlin) општина је у њемачкој савезној држави Мекленбург-Западна Померанија. Једно је од 89 општинских средишта округа Лудвигслуст. Према процјени из 2010. у општини је живјело 815 становника. Посједује регионалну шифру (AGS) 13054001.

## Географија
Алт Кренцлин се налази у савезној држави Мекленбург-Западна Померанија у округу Лудвигслуст. Општина се налази на надморској висини од 54 метра. Површина општине износи 37,6 km².

## Становништво
У самом мјесту је, према процјени из 2010. године, живјело 815 становника. Просјечна густина становништва износи 22 становника/km².

## Међународна сарадња
| Мјесто    | Држава | Врста сарадње | Од    |
| --------- | ------ | ------------- | ----- |
| Хеменлина | Финска | партнерство   | 2000. |
| Камскоје  | Русија | партнерство   | 1994. |
| Извор     |        |               |       |